# أدريان غروغان
أدريان غروغان (بالإنجليزية: Adrian Grogan)‏ هو منافس ألعاب قوى أسترالي، ولد في 6 يوليو 1977 في Parramatta ‏ في أستراليا.

## روابط خارجية
- أدريان غروغان على موقع النتائج التاريخية لألعاب القوى الأسترالية (الإنجليزية)
- أدريان غروغان على موقع Paralympic.org (الإنجليزية)